# ISO 3166-2:MR
ISO 3166-2:MR — стандарт Международной организации по стандартизации, который определяет геокоды. Является подмножеством стандарта ISO 3166-2, относящимся к Мавритании. Стандарт охватывает 12 областей и 1 автономный столичный округ — Нуакшот Мавритании. Каждый геокод состоит из двух частей: кода Alpha2 по стандарту ISO 3166-1, для Мавритании — MR и дополнительного кода, записанных через дефис. Дополнительный код области образован двухсимвольным числом, код города образован созвучно названию города. Геокоды областей и города являются подмножеством кодов домена верхнего уровня — MR, присвоенного Мавритании в соответствии со стандартами ISO 3166-1.

## Геокоды Мавритании
Геокоды 12 областей и 1 города  административно-территориального деления Мавритании.
| Геокод | Административная единица | Статус  |
| ------ | ------------------------ | ------- |
| MR-01  | Ход-эш-Шарки             | область |
| MR-08  | Дахлет-Нуадибу           | область |
| MR-02  | Ход-эль-Гарби            | область |
| MR-09  | Тагант                   | область |
| MR-03  | Ассаба                   | область |
| MR-10  | Кудимага                 | область |
| MR-04  | Горголь                  | область |
| MR-11  | Тирис-Земмур             | область |
| MR-05  | Бракна                   | область |
| MR-12  | Иншири                   | область |
| MR-06  | Трарза                   | область |
| MR-NKC | Нуакшот                  | город   |
| MR-07  | Адрар                    | область |

## Геокоды пограничных Мавритании государств
- Западная Сахара — ISO 3166-2:EH (на северо-западе),
- Сенегал — ISO 3166-2:SN (на юго-западе),
- Алжир — ISO 3166-2:DZ (на северо-востоке),
- Мали — ISO 3166-2:ML (на юге, на востоке).